# Mellow Man Ace
Mellow Man Ace (* 12. April 1967 in Pinar del Río, Kuba; bürgerlich Ulpiano Sergio Reyes) ist ein amerikanisch-kubanischer Rapper.

## Biografie
Seine Familie verließ Kuba, als er vier Jahre alt war. Die Familie zog über Miami und New Jersey nach Kalifornien. Dort wuchs er in South Gate, Kalifornien auf. Er kam 1983 zur Rapmusik, inspiriert von The Treacherous Three.
Er war Mitglied der Gruppe DVX (Devastating Vocal Xcellence), aus der Cypress Hill (in der sein Bruder Sen Dog ist) hervorging, trennte sich aber um einer Solo-Karriere nachzugehen. Trotzdem war er häufiger Feature Artist bei Cypress Hill. Seine Single Mas Pingón von 1987 war die erste komplett spanische Rap-Single. Seine Single Mentirosa von 1990 war die erste Gold-Single eines Latino-Rappers in den USA und kam sogar in den Hot-100-Popcharts bis auf Platz 14. Auch das Album Escape From Havana schaffte es im selben Jahr in den offiziellen Albumcharts bis auf Platz 69 und in den Latin-Pop-Charts bis auf 7.
Zusammen mit seinem Bruder Sen Dog betreibt er das Label Latin Thug Records und tritt mit ihm als The Reyes Brothers auf.

## Diskografie

### Studioalben
| Jahr | Titel              | Höchstplatzierung, Gesamtwochen, AuszeichnungChartplatzierungen (Jahr, Titel, Platzierungen, Wochen, Auszeichnungen, Anmerkungen) | Höchstplatzierung, Gesamtwochen, AuszeichnungChartplatzierungen (Jahr, Titel, Platzierungen, Wochen, Auszeichnungen, Anmerkungen) | Anmerkungen                           |
| Jahr | Titel              | UK | US | Anmerkungen                           |
| ---- | ------------------ | --- | --- | ------------------------------------- |
| 1989 | Escape from Havana | — | US69 (16 Wo.)US | Erstveröffentlichung: 30. August 1989 |

Weitere Veröffentlichungen
- 1992: The Brother with Two Tongues
- 2000: From the Darkness into the Light
- 2004: Vengo a Cobrar
- 2006: Ghetto Therapy (mit Sen Dog als The Reyes Brothers)
- 2010: Restoring Order

### Singles
| Jahr | Titel Album                                       | Höchstplatzierung, Gesamtwochen, AuszeichnungChartplatzierungen (Jahr, Titel, Album, Platzierungen, Wochen, Auszeichnungen, Anmerkungen) | Höchstplatzierung, Gesamtwochen, AuszeichnungChartplatzierungen (Jahr, Titel, Album, Platzierungen, Wochen, Auszeichnungen, Anmerkungen) | Anmerkungen                     |
| Jahr | Titel Album                                       | UK | US | Anmerkungen                     |
| ---- | ------------------------------------------------- | --- | --- | ------------------------------- |
| 1990 | Mentirosa Escape from Havana                      | UK99 (1 Wo.)UK | US14 Gold · (24 Wo.)US | Erstveröffentlichung: März 1990 |
| 1990 | Welcome To My Groove The Brother with Two Tongues | UK96 (1 Wo.)UK | — | Erstveröffentlichung: Mai 1990  |

## Filmografie
- 1993: Only the Strong